# Габор, Имре
Имре Габор (венг. Imre Gábor; 1 сентября 1890, Кюльшёват — 2 марта 1976, Кечкемет) — венгерский скульптор, участник Первой мировой войны и Венгерской революции 1919 года, сторонник левых взглядов. В Венгерской народной республике возглавлял региональные подразделения полиции. Почётный гражданин города Симферополь (1966).

## Биография
Родился 1 сентября 1890 года в Кюльшёвате (Külsővat), медье Веспрем. В 1912 году он окончил Национальную венгерскую школу искусств и ремёсел (ныне Художественный университет имени Ласло Мохой Надя) как скульптор и мастер прикладного искусства. У него преподавали такие художники, как Имре Шимай и Лахос Матрай. Во время войны Габор служил в отдельном 1-м батальоне 6-го пехотного Императорского и Королевского полка Нови-Сад в качестве кандидата в офицеры. Воевал на Добердо (Гориция) и на Карпатском фронте. Во времена Венгерской Советской Республики он был офицером в революционной армии, командующим городской Красной гвардии. После подавления республики силами Антанты попал в румынский плен, был отправлен в тюремный лагерь в Араде и позже был внесён в списки неблагонадёжных за участие в Советской Республике. Между двумя мировыми войнами он был учителем в индустриальной школе города Кечкемет. После 1945 года он был капитаном полиции Кечкемета, затем начальником полиции округа Южный Пешт в чине полковника.
После установления между городами Симферополь и Кечкемет статуса побратимов «За укрепление дружбы между венгерским и советским народами» постановлением бюро Симферопольского горкома КП Украины и Симферопольского исполнительного комитета городского совета депутатов трудящихся от 05 сентября 1966 года Имре Габору было присвоено звание Почётного гражданина Симферополя.

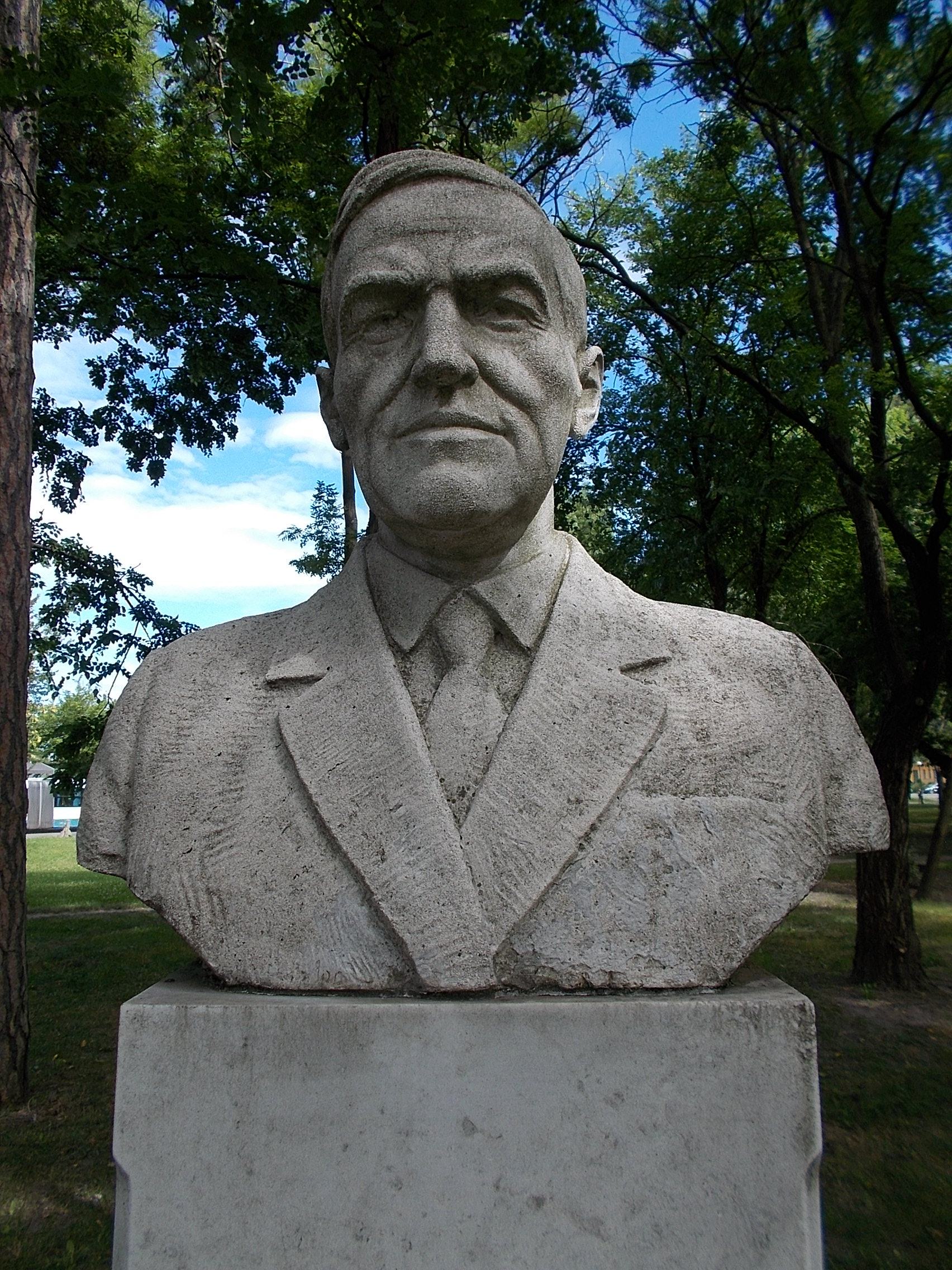
Бюст Ласло Тота работы Имре Габора, Кечкемет

Имре Габор умер в Кечкемете 2 марта 1976 года.

## Творчество
Он был членом Ассоциации изобразительных искусств, Ассоциации прикладных художников и Фонда изобразительных искусств. Между двумя войнами он выполнил и спроектировал несколько барельефов, скульптур и мемориальных досок. Создал мемориалы и статуи в память событиям Второй мировой войны. Его работы включают в себя героический памятник в Агфалве, героический памятник, воздвигнутый на Свято-Троицком кладбище в Кечкемете, памятник Вильмошу на стене Великой церкви в Кечкемете.

## Мемуары Габора о боях в Гориции, Галиции и Буковине
Во время Первой мировой войны Габор Имре на фронте непрерывно делал дневниковые заметки и рисунки, из которых впоследствии, через много лет, он отредактировал воспоминания (Добердо (Итальянский фронт, Гориция) — 1915; Карпатский фронт — 1916; Карпатский фронт — 1917). Тексты имеют две версии, поздняя содержит расширения и дополнения. В случае с воспоминаниями о Карпатах на дополнения сильно повлияла советская идеология 1950—1960-х годов. Это менее типично для дневников о боях в Добердо. Тексты двух версий одинаковы в основной части, приложения были добавлены в начало и конец текста. Оригинальные рукописные версии дневника хранятся у потомков автора. Возможность публикации была предоставлена его внуком.